# Claire Lacombe
Claire Lacombe (4 de agosto de 1765-1809?), foi uma atriz em sua juventude, porém ficou mais conhecida por suas contribuições à Revolução Francesa. Embora apenas por alguns poucos anos, Lacombe foi uma revolucionária e uma das fundadoras da Sociedade das Republicanas Revolucionárias.

## Biografia
Lacombe nasceu na comuna de Pamiers, sudoeste da França. Tornou-se atriz muito jovem, e participou de produções teatrais nas províncias antes de chegar à Paris em 1792. Não chegou a fazer grande sucesso no teatro, nem estava inteiramente satisfeita com sua vida. A companhia teatral para a qual ela trabalhava apresentava-se de cidade em cidade, e às vezes nos castelos e casas de campo dos aristocratas. Isto provavelmente influenciou sua decisão de deixar a companhia e tornar-se uma revolucionária.
De acordo com o historiador Daniel Gomes de Carvalho, é descrita pela documentação como "uma mulher de cerca de um metro e meio, rosto e queixo arredondados, olhos, cabelos e sobrancelhas castanhos."

### Vida revolucionária
Em Paris durante a Jornada de 10 de Agosto de 1792, Lacombe combateu ao lado dos rebeldes no ataque ao Palácio das Tulherias. Ela levou um tiro no braço mas continuou lutando, conquistando o epíteto de "Heroína do Dez de Agosto". Por sua bravura, ela recebeu uma "coroa cívica" dos fédérés vitoriosos.
Lacombe tornou-se uma frequentadora assídua das reuniões no Clube dos Cordeliers, através das quais envolveu-se com os elementos mais radicais da Revolução. Em julho de 1792, Claire Lacombe fez um discurso para a Assembleia de deputados da França em que dizia: "francesa, artista e sem lugar. Esta sou eu (...). Nascida da coragem de uma romana e com o ódio contra os tiranos, me sentirei orgulhosa de contribuir para que eles sejam destruídos. Morte aos déspotas, até o último deles! Pérfidos escravos de Nero e Calígula!"
Ainda em 1792, Lacombe participou do ataque ao Palácio das Tulherias junto aos sans-cullotes. Frequentou ainda os encontros do Clube dos Jacobinos e também integrou a Sociedade Fraternal dos Patriotas de Ambos os Sexos.
Em fevereiro de 1793, Lacombe e outra revolucionária, Pauline Léon, fundaram a Sociedade das Republicanas Revolucionárias. Composta principalmente por mulheres da classe trabalhadora, a Sociedade agregou-se aos militantes sans-culottes e enragés mais radicais. Funcionavam parte como um grupo de combate entre as feirantes de Paris, e empregavam táticas violentas para erradicar antirrevolucionários. A Sociedade foi fechada pelos jacobinos em 30 de outubro de 1793. De acordo com o historiador Daniel Gomes de Carvalho, os jacobinos argumentaram que as mulheres republicanas estariam envolvidas com os 'enraivecidos', considerados muito radicais, além de entenderem-nas como sem aptidão para a atividade política.
Apesar do arraigado chauvinismo vigente em sua época, Lacombe conheceu uns poucos revolucionários que lutavam pelos direitos das mulheres. Um deles foi Théophile Leclerc, com o qual coabitou por algum tempo – até que ele a deixou para casar-se com Pauline Léon.
Sob a vigência do Terror, os enragés foram suprimidos juntamente com a maioria dos outros grupos extremistas, incluindo a Sociedade das Republicanas Revolucionárias. O grupo de Lacombe tornara-se tão notório que a a Convenção baniu especificamente organizações femininas (30 de outubro de 1793).
Impedida de exercer qualquer atividade política, Lacombe cogitou retornar à carreira artística. Em abril de 1794 foi presa quando se preparava para ir a um teatro em Dunquerque.
Finalmente, Lacombe foi libertada em 20 de agosto de 1795. Ela passou a faze parte de um grupo de artistas de Nantes e continuou se correspondendo com seus amigos de Paris por mais três anos. No ano de 1798 estava de volta à capital francesa e não se sabe o que houve com ela depois dessa data. Há um registro de seu nome no Hospital Salpêtrière no an ode 1821, onde ela é descrita como "louca"